# 다케시마섬 (미야기현)
다케시마섬(일본어: 竹島)은 일본 미야기현의 시즈가와 만에 있는 섬이다. 모토요시군 미나미산리쿠정에 속한다. 섬의 면적은 0.23ha이다. 주위가 낭떠러지 절벽으로 둘러싸여 있으며, 수십 명의 선녀가 내려왔다는 옛 전설이 있다.